# Declaração de guerra da Alemanha Nazista contra a União Soviética

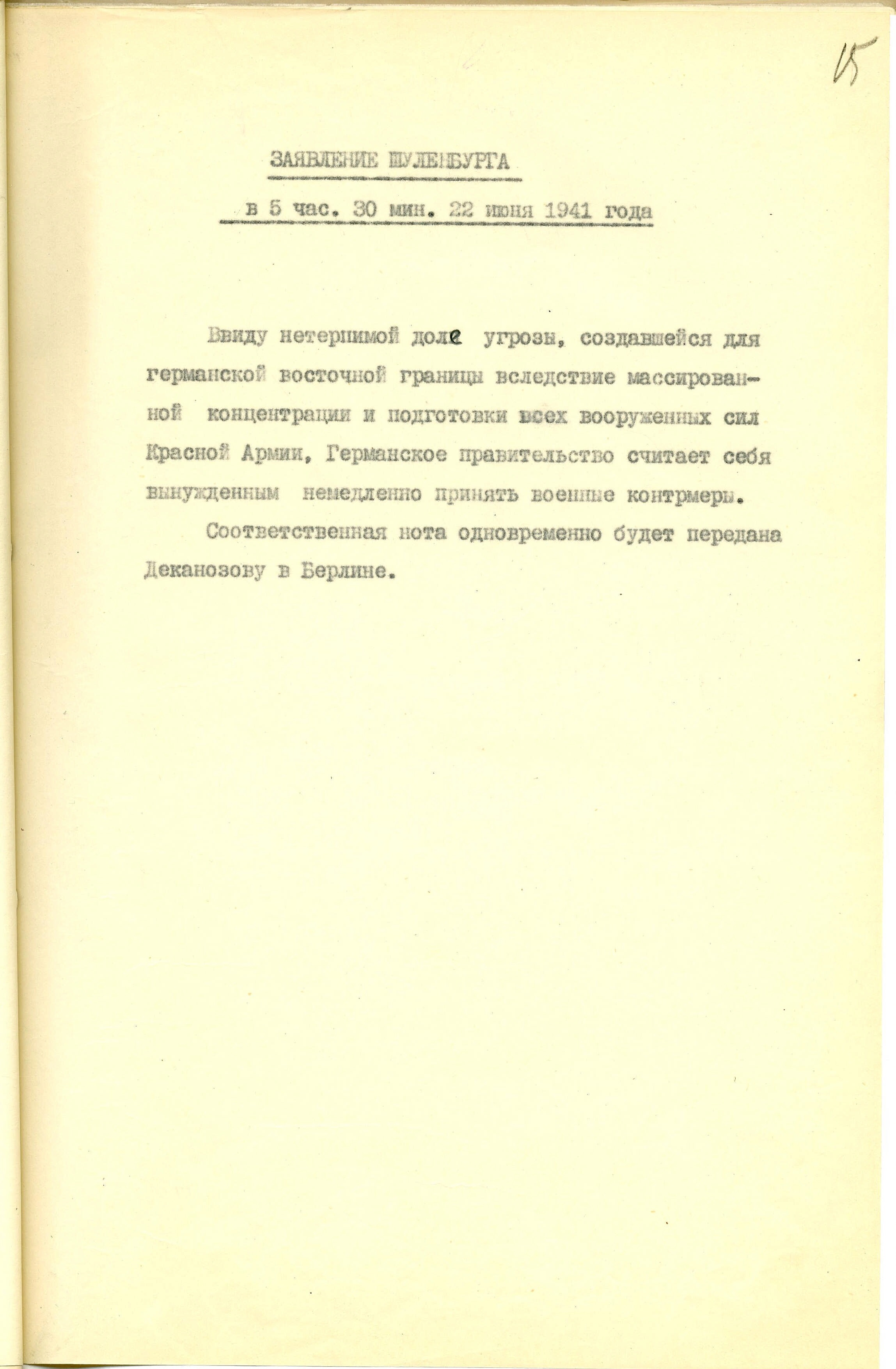
Uma tradução russa da declaração de Schulenburg datada de 5h30, 22 de junho de 1941. O texto diz o seguinte: "Diante da ameaça insuportável que surgiu na fronteira oriental da Alemanha devido ao acúmulo e preparação maciça de todas as forças armadas do Exército Vermelho, o governo alemão se considera obrigado a tomar imediatamente contramedidas militares. A nota correspondente será apresentada a Dekanozov em Berlim ao mesmo tempo".

A declaração de guerra da Alemanha Nazista à União Soviética, oficialmente denominada Nota do Ministério das Relações Exteriores da Alemanha ao governo soviético de 21 de junho de 1941 (em alemão: Note des Auswärtigen Amtes an die Sowjetregierung vom 21. Juni 1941), é uma nota diplomática apresentada pelo Ministro das Relações Exteriores da Alemanha, Joachim von Ribbentrop, ao embaixador soviético Vladimir Dekanozov em Berlim em 22 de junho de 1941, às 4h, horário local (5h, horário de Moscou). A nota informava sobre a invasão alemã da União Soviética durante a Segunda Guerra Mundial e antecedia o casus belli. Mais tarde, na mesma manhã, o embaixador alemão na União Soviética, Friedrich-Werner Graf von der Schulenburg, apresentou a nota ao Ministro das Relações Exteriores soviético, Vyacheslav Molotov, em Moscou. No mesmo dia, o The New York Times publicou uma tradução em inglês resumida da declaração.
A existência da declaração de guerra da Alemanha à União Soviética havia sido mantida em segredo pelas autoridades soviéticas por muito tempo, pois menciona o protocolo secreto do Pacto Molotov-Ribbentrop, que foi revelado apenas em 1989. Na imprensa soviética, a nota alemã foi publicada pela primeira vez em 1991 no Journal of Military History, embora a revista tenha negado a alegação de que "nos anos 1930 e imediatamente antes da guerra" o governo soviético "cessou toda luta ideológica contra o fascismo para apaziguar Hitler". A declaração está atualmente arquivada no Arquivo de Política Externa da Federação Russa.

## Antecedentes
Em 14 de junho de 1941, a agência de telegrafia soviética TASS afirmou que "a URSS, de acordo com sua política de paz, tem observado e pretende cumprir os termos do pacto de não agressão soviético-alemão, razão pela qual os rumores de que a URSS está se preparando para a guerra com a Alemanha são falsos e provocativos". Em 22 de junho de 1941, em anúncios de rádio públicos ao povo soviético, Vyacheslav Molotov e Yuri Levitan disseram que a invasão ocorreu "sem apresentar reivindicações à União Soviética, sem declarar guerra". No discurso público, Molotov disse que Schulenburg o notificou da invasão apenas às 5h30, depois que ela já havia começado, e a chamou de "perfidia sem precedentes na história das nações civilizadas". Tanto durante quanto após a Segunda Guerra Mundial, a União Soviética manteve oficialmente que a invasão alemã foi não declarada e "perfidiosa". No entanto, o general soviético Gueorgui Júkov, em suas memórias de 1969 (traduzidas para o inglês em 1971), citou Molotov dizendo "o governo alemão declarou guerra a nós" em uma reunião do gabinete. O grau de consciência soviética dos planos alemães e da preparação para a guerra posteriormente tornou-se um assunto intensamente estudado.

## Declaração de guerra
A declaração alemã começa apresentando várias casus belli. Afirmava, entre outras coisas, que a Internacional Comunista embarcou em subversão, sabotagem e espionagem anti-alemã, em contradição ao Tratado de Fronteira e Amizade entre a Alemanha e a União Soviética, que a Alemanha havia honrado. Também afirmava que a União Soviética começou a conspirar com o Reino Unido contra a Alemanha e que havia um acúmulo ofensivo de tropas soviéticas do Báltico ao Mar Negro. Portanto, declarava que Hitler havia ordenado ao exército alemão que resistisse a essa ameaça com todos os meios à disposição. De acordo com o diplomata israelense Yohanan Cohen, a declaração "incluía a mistura usual de mentiras, distorções de fatos, acusações e insultos pelos quais outras declarações alemãs eram conhecidas".

## Reações
Ao descrever a reação do embaixador Dekanozov à declaração de guerra, o intérprete alemão Erich Sommer lembrou que Dekanozov ouviu calmamente e disse: "Lamento profundamente". Em seguida, ele disse: "Lamento profundamente que nossos líderes, Hitler e Stalin, não tenham se encontrado pessoalmente. Então, toda a história da humanidade teria seguido um curso diferente".
O Ministro das Relações Exteriores soviético, Molotov, também permaneceu em silêncio enquanto ouvia a leitura da declaração por Schulenburg e então disse: "Isso é guerra. Você acha que merecemos isso?" Schulenburg era defensor da linha bismarckiana de evitar a guerra com a Rússia e, segundo relatos, leu a declaração com lágrimas nos olhos. Schulenburg então disse que não aprovava a decisão de seu governo (mais tarde ele participaria do fracassado atentado de 20 de julho contra Hitler). Molotov registrou a nota alemã em seu diário, com um horário de 5h30 da manhã.
A reação do líder soviético Josef Stalin foi descrita especialmente nas memórias de Georgy Zhukov. Segundo Zhukov, quando Molotov informou que a Alemanha havia declarado guerra, Stalin "afundou em sua cadeira e mergulhou em pensamentos". Após uma pausa prolongada, Stalin finalmente autorizou a emissão da Diretiva Nº 2 sobre prontidão para combate às 7h15 da manhã de 22 de junho. No entanto, de acordo com o almirante Nikolai Kuznetsov, as tropas soviéticas já haviam sido colocadas em prontidão para combate em 21 de junho, por volta das 17h.